# سیارک ۴۳۸۹
سیارک ۴۳۸۹ (به انگلیسی: 4389 Durbin، نامگذاری:1976GL3) چهار هزار و سیصد و هشتاد و نهمین سیارک کشف شده‌است که در ۱ آوریل ۱۹۷۶ کشف شد.
قدر مطلق سیارک برابر ۱۲٫۳۰ است.